# خوان عباد
خوان عباد (بالإسبانية: Juan Abad) هو صحفي فلبيني، ولد في 8 فبراير 1872 في مانيلا في الفلبين، وتوفي في 24 ديسمبر 1932 في تايوان.